# Четвъртък
Четвъртък е четвъртият ден от седмицата.
Номерацията на седмиците в годината се определя според четвъртъците:
за първа седмица се приема тази, съдържаща първия четвъртък, и т.н. – ISO 8601.
Английското Thursday произхожда от „ден на Тор“, преведено от латински dies Jovis – „ден на Юпитер“. (Юпитер и Тор са богове на гръмотевиците) Първоначално четвъртък е бил наричан Thundersday  – „ден на гръмотевиците“).

## В литературата
- Историята на Пътеводител на галактическия стопаджия от Дъглас Адамс започва през един „ужасен и глупав“ четвъртък. Героят Артър Дент казва: „Днес трябва да е четвъртък. Никога не съм ги разбирал тези четвъртъци.“. Малко след това Земята бива разрушена.

## По света
- В Обединеното кралство от 1935 г. съществува традиция всички избори да се провеждат в четвъртък.